# نيكو 2: أخ أصغر، مشكلة كبيرة
نيكو 2: أخ أصغر، مشكلة كبيرة (بالفنلندية: Niko 2 – lentäjäveljekset) فيلم رسوم متحركة فنلندي هو الجزء الثاني من نيكو والطريق إلى النجوم.

## وصلات خارجية
- نيكو 2: أخ أصغر، مشكلة كبيرة على موقع IMDb (الإنجليزية)
- نيكو 2: أخ أصغر، مشكلة كبيرة على موقع روتن توميتوز (الإنجليزية)
- نيكو 2: أخ أصغر، مشكلة كبيرة على موقع قاعدة بيانات الأفلام العربية
- نيكو 2: أخ أصغر، مشكلة كبيرة على موقع ألو سيني (الفرنسية)
- نيكو 2: أخ أصغر، مشكلة كبيرة على موقع Turner Classic Movies (الإنجليزية)
- نيكو 2: أخ أصغر، مشكلة كبيرة على موقع أول موفي (الإنجليزية)
- نيكو 2: أخ أصغر، مشكلة كبيرة على موقع فيلمافينيتي (الإسبانية)
- نيكو 2: أخ أصغر، مشكلة كبيرة على موقع قاعدة بيانات الفيلم (الإنجليزية)
- نيكو 2: أخ أصغر، مشكلة كبيرة على موقع ليتربوكسد (الإنجليزية)
- نيكو 2: أخ أصغر، مشكلة كبيرة على موقع كينوبويسك (الروسية)